# والرانژ
والرانژ (به فرانسوی: Vallerange) یک کمون در فرانسه است که در Canton of Grostenquin واقع شده‌است.

## خصوصیات
والرانژ ۶٫۶۴ کیلومترمربع مساحت و ۲۳۱ نفر جمعیت دارد و ۲۶۸ متر بالاتر از سطح دریا واقع شده‌است.